# Assemblée nationale (Serbie)
Pour les autres articles nationaux ou selon les autres juridictions, voir Assemblée nationale.
14e législature (en)
Bâtiment de l'Assemblée nationale
L'Assemblée nationale (en serbe : Narodna skupština, en serbe en écriture cyrillique : Народна скупштина) est l'organe monocaméral exerçant le pouvoir législatif en Serbie.
Chacun des 250 députés serbes représente 26 009 citoyens serbes (mineurs compris), ce qui fait du parlement serbe l'une des plus grandes représentativités des pays démocratiques.
Le siège de l'Assemblée nationale est situé au 13 place Nikola Pašić, dans le centre de Belgrade. L'assemblée est installée dans le bâtiment actuel depuis le 23 juillet 2006.

## Compétences
Les compétences de l'Assemblée nationale sont définies par les articles 98 à 110 de la Constitution de la Serbie:
- elle adopte et modifie la Constitution de la Serbie ;
- elle décide des changements concernant les frontières de la Serbie ;
- elle a l'initiative du référendum national ;
- elle ratifie les accords internationaux si l'obligation de leur ratification est stipulée par la loi ;
- elle décide de la guerre et de la paix et déclare l'état de guerre ou l'état d'urgence ;
- elle supervise le travail des services de sécurité ;
- elle promulgue les lois et autres législations générales ;
- elle donne son accord préalable sur le statut de la province autonome ;
- elle adopte la stratégie de défense ;
- elle adopte le plan de développement et d'aménagement du territoire;
- elle adopte le budget et vote la clôture de l'exercice, sur proposition du gouvernement;
- elle accorde l'amnistie pour les infractions criminelles ;
- elle élit le Gouvernement, supervise son travail et décide du terme du mandat du gouvernement et des ministres ;
- elle nomme et révoque les juges de la Cour constitutionnelle ;
- elle nomme le président de la Cour de cassation, les présidents de tribunaux, les magistrats du parquet et les juges ;
- elle nomme et révoque le gouvernement de la Banque nationale de Serbie et supervise son travail ;
- elle nomme et révoque d'autres personnalités officielles conformément à la loi.

L'Assemblée exerce aussi d'autres fonctions que disposent la Constitution et la loi.

## Élections
L'Assemblée nationale est dotée de 250 sièges pourvus pour quatre ans au scrutin proportionnel plurinominal avec listes bloquées dans une unique circonscription électorale nationale. Les sièges sont répartis selon la méthode D'Hondt à tous les partis ayant franchi le seuil électoral de 5 % du total des votants, y compris les suffrages blancs et nuls. Les partis représentant une minorité nationale sont cependant affranchis de ce seuil, pour peu qu'ils aient été reconnus comme tels à leur demande par la commission électorale,.
Les élections législatives sont réglementées par la Constitution et se tiennent après l'expiration du mandat de quatre ans de la précédente assemblée ; elles peuvent également avoir lieu plus tôt si l'Assemblée renvoie le gouvernement ou si le gouvernement démissionne et qu'aucune majorité n'est obtenue pour en élire un nouveau. Les élections sont convoquées par le président de la République 90 jours avant le terme de la législature, de façon que les élections soient terminées dans les 60 jours suivants. 
Après les élections, la première session de la nouvelle assemblée est convoquée par le président de la précédent assemblée ; cette session doit se tenir au plus tard 30 jours après la proclamation des résultats définitifs.

## Composition
L'Assemblée est composée de 250 députés, dont au moins 30 % de femmes. Les députés ne doivent pas exercer parallèlement de fonctions susceptibles de créer des conflits d'intérêts. Les députés bénéficient de l'immunité parlementaire.

### Présidence
L'Assemblée élit au scrutin majoritaire son président et un ou plusieurs vice-présidents. Traditionnellement, chaque groupe parlementaire dispose d'un vice-président. Le président représente l'Assemblée nationale, il convoque et préside ses séances et exerce aussi d'autres fonctions officielles. Les vice-présidents assistent le président dans ses tâches.
En cas d'absence temporaire, le président désigne l'un des vice-présidents pour le remplacer. Si aucun vice-président n'est désigné, le vice-président le plus âgé exerce cette fonction
Le secrétaire général est désigné par l'Assemblée nationale. Il assiste le président et les vice-présidents dans la préparation et le déroulement des séances. Sa fonction se termine officiellement avec la formation de l'Assemblée mais il accomplit ses missions jusqu'à la désignation d'un nouveau secrétaire. Le secrétaire n'est pas élu par les députés et n'est pas membre de l'Assemblée.

#### Composition actuelle
| Fonction        | Titulaire        | Parti | Parti  |
| --------------- | ---------------- | ----- | ------ |
| Présidente      | Ana Brnabić      |       | SNS    |
| Vice-présidents | Sandra Božić     |       | SNS    |
| Vice-présidents | Elvira Kovács    |       | VMSZ   |
| Vice-présidents | Edin Đerlek      |       | SPP    |
| Vice-présidents | Jovan Janjić     |       | MI–GIN |
| Vice-présidents | Marina Raguš     |       | SNS    |
| Vice-présidents | Snežana Paunović |       | SPS    |

#### Liste des présidents depuis 1991
| Nom                     | Début            | Fin             | Parti        | Notes       |
| ----------------------- | ---------------- | --------------- | ------------ | ----------- |
| Slobodan Unković        | 11 janvier 1991  | 5 juin 1991     | SPS          |             |
| Aleksandar Bakočević    | 5 juin 1991      | 25 janvier 1993 | SPS          |             |
| Zoran Lilić             | 25 janvier 1993  | 29 juin 1993    | SPS          |             |
| Zoran Aranđelović       | 29 juin 1993     | 24 janvier 1994 | SPS          |             |
| Dragan Tomić            | 1er février 1994 | 22 janvier 2001 | SPS          |             |
| Dragan Maršićanin       | 22 janvier 2001  | 6 décembre 2001 | DSS          |             |
| Nataša Mićić            | 6 décembre 2001  | 27 janvier 2004 | ACS          |             |
| Dragan Maršićanin       | 4 février 2004   | 3 mars 2004     | DSS          |             |
| Vojislav Mihailović     | 3 mars 2004      | 4 mars 2004     | MSR          | par intérim |
| Predrag Marković        | 4 mars 2004      | 14 février 2007 | G17 Plus     |             |
| vacant                  | 14 février 2007  | 8 mai 2007      | -            | -           |
| Tomislav Nikolić        | 8 mai 2007       | 13 mai 2007     | SRS          |             |
| Milutin Mrkonjić        | 13 mai 2007      | 23 mai 2007     | SPS          | par intérim |
| Oliver Dulić            | 23 mai 2007      | 11 juin 2008    | DS           |             |
| Slavica Đukić Dejanović | 25 juin 2008     | 31 mai 2012     | SPS          |             |
| Zaharije Trnavčević     | 31 mai 2012      | 23 juillet 2012 | Serbie riche | par intérim |
| Nebojša Stefanović      | 23 juillet 2012  | 16 avril 2014   | SNS          |             |
| Maja Gojković           | 23 avril 2014    | 3 août 2020     | SNS          |             |
| Smilja Tišma            | 3 août 2020      | 22 octobre 2020 | SPS          | par intérim |
| Ivica Dačić             | 22 octobre 2020  | 1er août 2022   | SPS          |             |
| Vladimir Orlić          | 2 août 2022      | 6 février 2024  | SNS          |             |
| Stojan Radenović        | 6 février 2024   | 20 mars 2024    | SNS          | par intérim |
| Ana Brnabić             | 20 mars 2024     | en fonction     | SNS          |             |

### Groupes parlementaires
Les groupes parlementaires sont constitués dans un délai maximal de 7 jours après l'élection du président de l'Assemblée. Un groupe comprend les députés d'un parti ou d'une organisation politiques qui compte au moins 5 députés. Un groupe peut aussi être formé par l'association de plusieurs partis ou organisations comptant chacun moins de cinq députés. Le groupe est représenté par un président et, en cas d'absence du président, par un vice-président. En séance, un groupe parlementaire peut autoriser un de ses membres à parler en son nom sur un sujet particulier mis à l'ordre du jour. Quand un nouveau membre rejoint un groupe parlementaire, le président communique au président de l'Assemblée les documents signés confirmant son accession.
Généralement mais pas obligatoirement, les groupes parlementaires correspondent aux listes électorales. Parfois, les députés de deux ou plusieurs listes s'associent pour former un groupe et, plus fréquemment, les députés d'une liste de coalition constituée avant les élections et réunissant au moins 5 membres se séparent de l'ensemble pour former un ou plusieurs groupes parlementaires indépendants.

## Sessions et séances

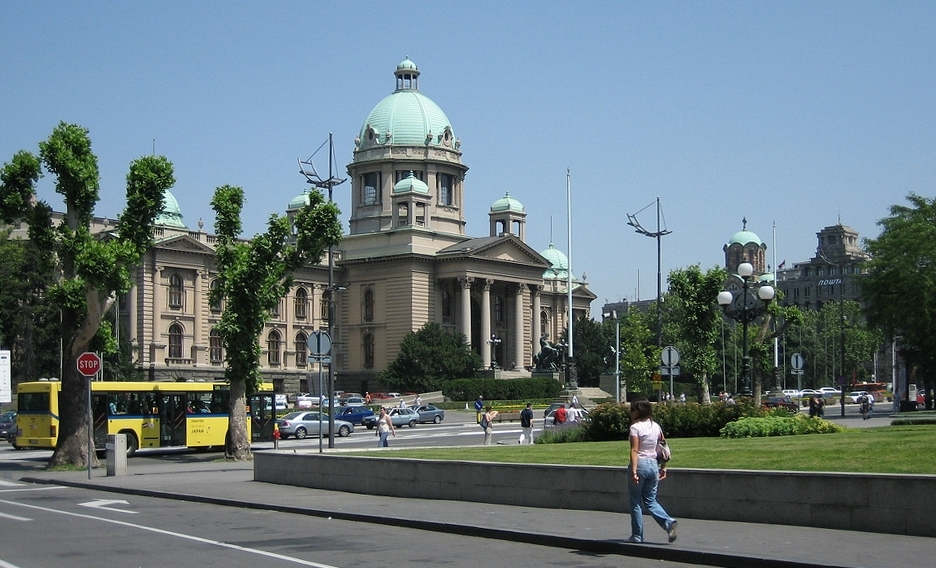
L'Assemblée nationale de Serbie.

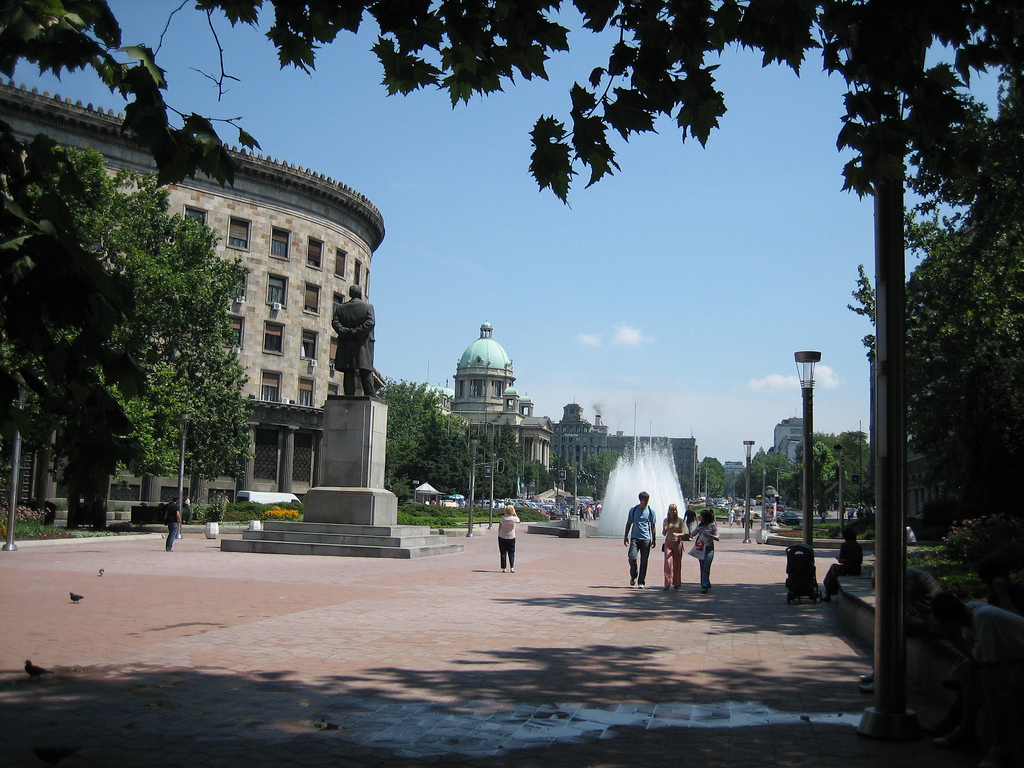
La place Nikola Pašić et l'Assemblée nationale.

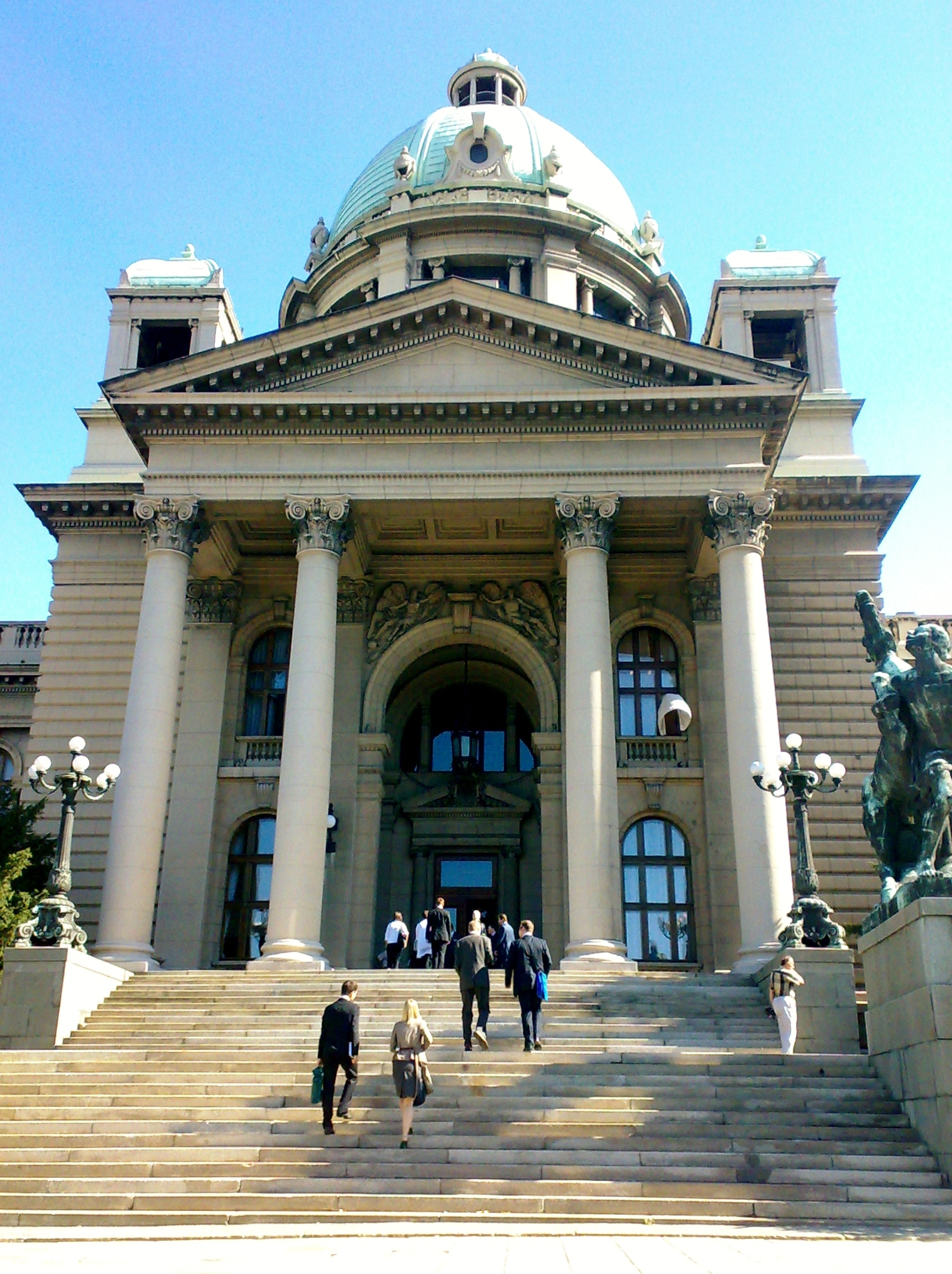
L'Assemblée nationale, détail du porche d'entrée.

La première séance de la nouvelle assemblée est convoquée par le président du précédent parlement. Elle est présidée par le député le plus âgé, assisté par les députés les plus jeunes de chacune des quatre listes ayant remporté le plus grand nombre de sièges ; il est également assisté par le secrétaire général de la précédente assemblée. Au cours de cette séance, on élit le nouveau président de l'Assemblée, les vice-présidents et les membres des groupes de travail ; on désigne également le nouveau secrétaire général.

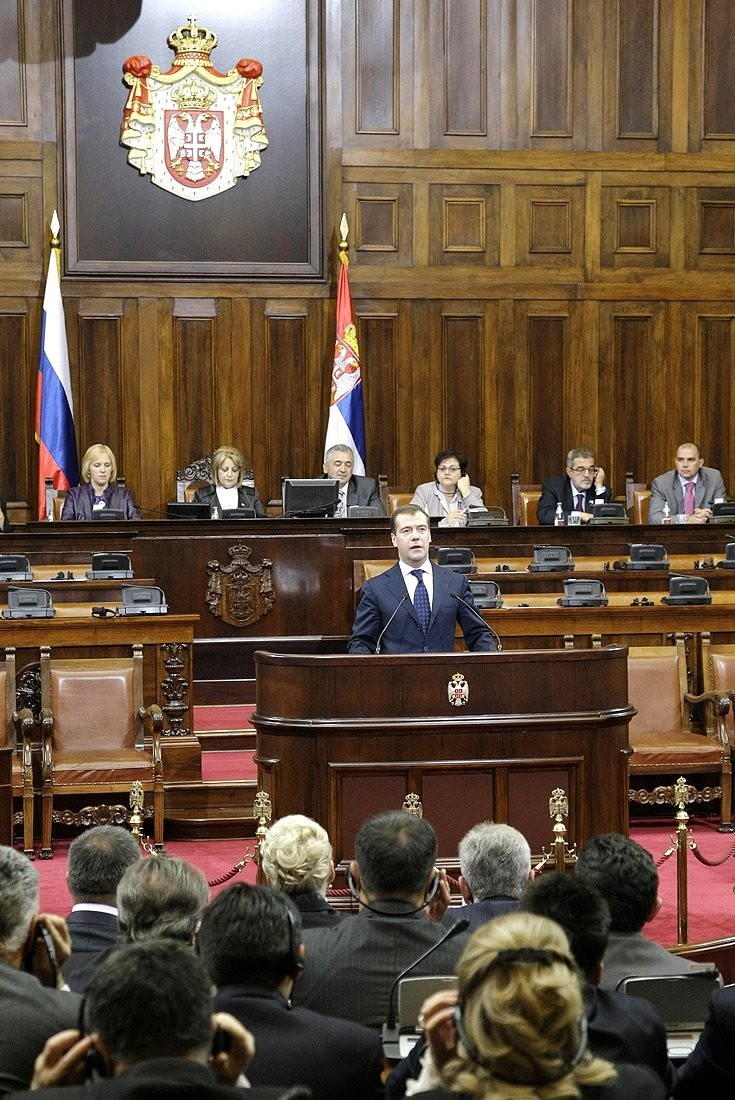
Le président russe Dmitri Medvedev devant l'Assemblée nationale, le 20 octobre 2009.

L'Assemblée nationale est convoquée pour deux sessions parlementaires régulières par an, commençant le premier jour ouvré de mars et d'octobre. L'Assemblée peut être convoquée en session extraordinaire à la requête d'au moins un tiers des députés ou à la demande du gouvernement ; à chaque fois, un ordre du jour précis est défini à l'avance. L'Assemblée peut aussi être convoquée sans avis préalable en cas de déclaration de l'état de guerre ou de l'état d'urgence.
L'ordre du jour d'une séance de l'Assemblée est préparée par le président. Pour que le travail parlementaire puisse se dérouler légalement, un quorum d'un tiers des députés est requis. Lors des votes, le quorum est atteint si au moins 126 députés sont présents en séance.
Le droit de proposer des lois, d'autres règlementations et décisions générales appartient à chaque député, au gouvernement, aux assemblées des provinces autonomes ou par l'intermédiaire d'au moins 30 000 électeurs. Le médiateur de la République et la Banque nationale de Serbie ont également le droit de proposer des lois entrant dans leurs domaines de compétence. À la requête d'une majorité de députés ou à la demande d'au moins 100 000 électeurs, l'Assemblée peut en appeler à un référendum sur des questions relevant de sa propre compétence.

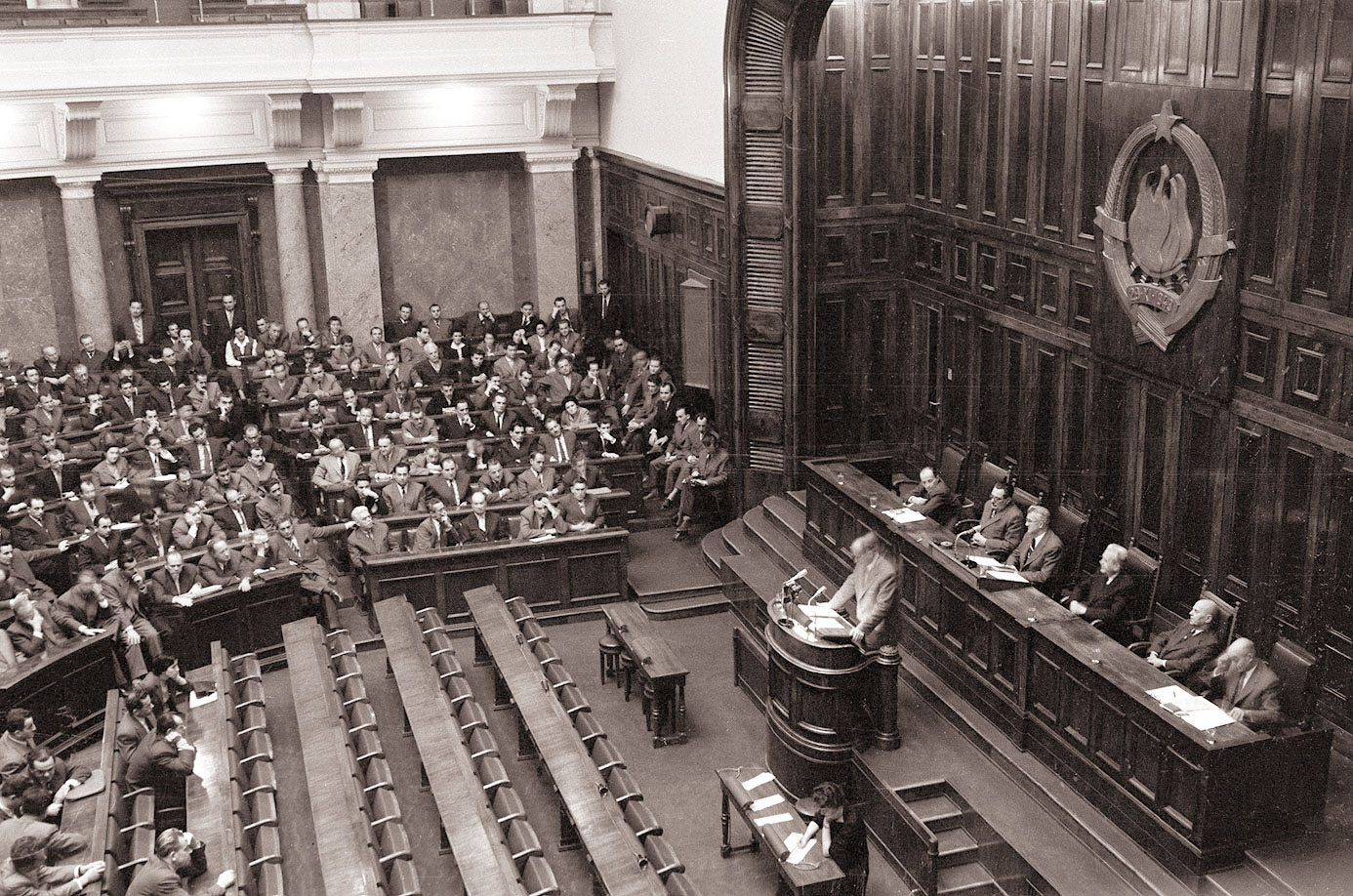
L'hémicycle était utilisé comme parlement fédéral de la Yougoslavie.

L'Assemblée nationale adopte ses décisions à la majorité des voix au cours d'une séance à laquelle participe une majorité de députés. Il est possible de voter Pour, Contre ou de s'abstenir.
En cas de crise parlementaire, le président de la République peut dissoudre l'Assemblée sur proposition du gouvernement. Au cas où une motion de l'Assemblée vise à renvoyer le gouvernement, le gouvernement n'a pas le droit de dissoudre l'Assemblée. L'Assemblée est dissoute si elle ne parvient pas à élire le gouvernement dans un délai de 90 jours après son entrée en fonction. L'Assemblée ne peut être dissoute en cas d'état de guerre ou d'état d'urgence. En cas de dissolution, l'Assemblée continue à expédier les affaires courantes en attendant la constitution d'un nouveau parlement ; en revanche, elle continue d'exercer l'ensemble de ses compétences si l'état de guerre ou l'état d'urgence sont déclarés

### Type de décisions
L'Assemblée vote et décide dans les domaines suivants : les lois, le budget, le plan de développement, l'aménagement du territoire, les comptes annuels, le droit parlementaire ; on lui doit aussi des déclarations, de résolutions, des recommandations, des décisions, des conclusions et les interprétations de ses décisions.
Le droit parlementaire régit l'organisation et le travail de l'Assemblée nationale et la manière dont sont exercés les droits et les devoirs des députés.

### Commissions
Les commissions sont établies pour traiter des questions relevant du domaine de l'Assemblée ; elles proposent des documents officiels, examinent notamment les projets de lois et les règlementations proposées par le gouvernement et se prononcent sur leur recevabilité.
Les groupes parlementaires proposent des candidats pour chaque commission, proportionnellement à leur nombre de députés. Les membres sont inscrits sur une liste et élus selon la méthode du vote ouvert.

## Siège

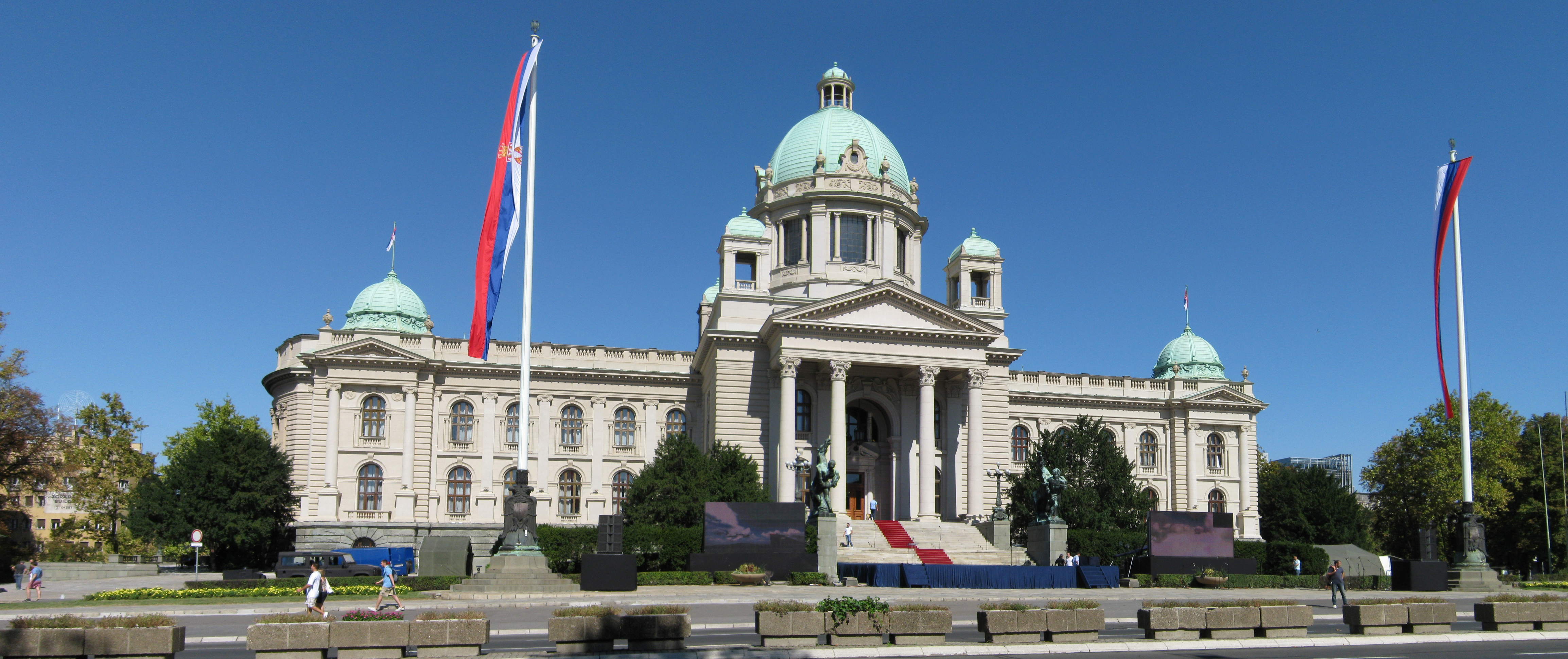
Le bâtiment de l'Assemblée nationale.

L'architecte Konstantin Jovanović conçut des plans pour le Parlement de Serbie en 1891. Mais un concours fut ouvert en 1902, remporté par l'architecte Jovan Ilkić, qui, en fait, proposait une variante du projet de Jovanović. La première pierre de l'édifice fut posée par le roi Pierre Ier de Serbie en 1907. La construction fut retardée par la Première Guerre mondiale ; Ilkić mourut au camp de concentration de Nežider et ses plans furent perdus. Après la guerre, la construction reprit avec de nouveaux plans de Pavle Ilkić, le fils de Jovan Ilkić ; il reçut l'aide de l'architecte russe Nikola Krasnov, notamment pour l'aménagement intérieur. Les travaux ne furent achevés qu'en 1936. Le bâtiment est caractéristique du style académique serbe de la fin du XIXe siècle et du début du XXe siècle. 

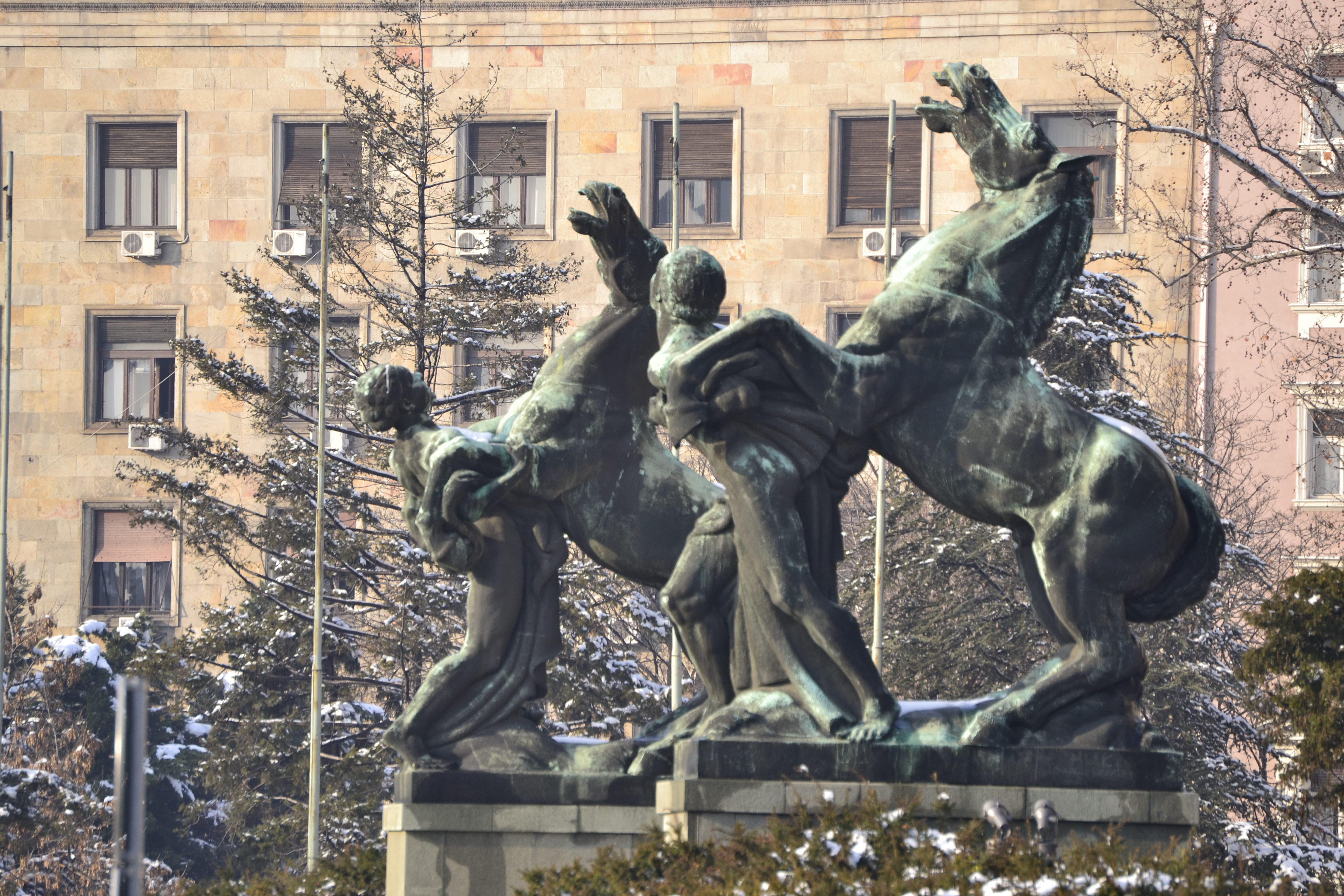
Igrali se konji vrani, de Toma Rosandić.

Une sculpture de Toma Rosandić, Igrali se konji vrani (Les Chevaux noirs jouaient), a été érigée devant le bâtiment en 1939.
Avant de devenir le siège du Parlement de Serbie, il fut celui des parlements de Yougoslavie (royaume de Yougoslavie, république fédérative populaire de Yougoslavie, république fédérative socialiste de Yougoslavie, république fédérale de Yougoslavie) et de la république de Serbie-et-Monténégro.